# Robb Caledon Shipbuilders
Das aus der Werft Henry Robb Ltd., kurz Robb's hervorgegangene Schiffbauunternehmen Robb-Caledon Shipbuilders hatte seinen Sitz in Leith an der Ostküste Schottlands. Bekannt wurde das Unternehmen vor allem durch den Bau kleinerer Fahrzeuge, insbesondere Schlepper und Schwimmbagger.

## Geschichte
Der Firmengründer Henry Robb war bis 1918 als Geschäftsführer der Werft Ramage & Ferguson tätig. Vor dem Hintergrund der großen Anzahl im Ersten Weltkrieg beschädigter Schiffe begann er am 1. April 1918 einen eigenen Reparaturwerftbetrieb, zunächst mit gepachteten Trockendocks.
Nachdem er 1924 die gepachtete Werft sowie zwei Hellinge der benachbarten Werft Hawthorns and Co. gekauft hatte, erwarb Robb 1926 auch die nahegelegene Crane and Somerville Werft und firmierte seitdem als Henry Robb Ltd.
In den 1920er Jahren begann man zunächst mit dem Bau von Schwimmbaggern, es folgten Küstenfrachter und auch etwas größere Dampfer. Das Unternehmen überstand die Depressionsjahre dank stetiger Aufträger trotz einigen Leerlaufs verhältnismäßig gut.
In den 1930er Jahren wurde eine Anzahl von größeren und kleineren Frachtdampfern sowie Colliers gebaut. In dieser Zeit wurde insbesondere die Union Steamship Co. of New Zealand zu einem Hauptkunden der Werft. 1934 übernahm Robb's eine Werft, die vorher zu Ramage and Ferguson gehörte, was die Anzahl der Neubauhellinge auf acht steigerte. Alle Hellingen mündeten direkt in die See.
Während des Zweiten Weltkriegs entstand eine größere Anzahl von Kriegsschiffen der Royal Navy bei Robb's: sechs Korvetten, fünfzehn Fregatten, zwei Minenleger, zwei Marinetrawler und ein Hochsee-Rettungsschlepper zur Unterstützung der Geleitzüge. Auch der Entwurf sowie das Typschiff der (Anti-U-Boot/Minensucher)-Basset-Klasse entstanden bei Henry Robb. Zusätzlich wurden weitere Frachtschiffe sowie Schlepper für zivile Auftraggeber gebaut.
Auch in den 1950er Jahren orderte die Union Steamship Co. of New Zealand wieder über zwanzig Küstenmotorschiffe. Für andere Reedereien entstanden weitere große Frachtdampfer, Küstenfrachter, Schiffe für den Mittelmeerhandel sowie kleine Linienfrachter. Außerdem wurde eine Anzahl größerer Passagierschiffe erstellt. 1955 wandelt man das Unternehmen in eine Aktiengesellschaft um.
In den 1960er Jahren expandiert Robb's erneut. Die Hellinganlagen wurden vergrößert und eine Schleuse als Eingang zum Leith’s Outer Western Harbour gebaut, um auch tiefgehendere Schiffe bauen zu können. Robb's konstruierte neben mehreren Küstentankern und einer Anzahl von Marineschleppern auch einen Hubschrauberträger. 1968 wurde die in Dundee ansässige Werft Caledon Shipbuilders übernommen, und das kombinierte Unternehmen firmierte nunmehr als Robb Caledon Shipbuilders. Der Betrieb in Leith fuhr mit dem Bau von Frachtschiffen, Forschungsschiffen für die Antarktik und RoRo-Frachtern fort. Daneben wurden weiterhin kleinere Autotransporter, ein Weintanker und ein Schwimmbagger gebaut.
Die 1970er Jahre begannen mit einer Dreierserie großer Hochseeschlepper für die Reederei United Towing Co, denen Aufträge für Bergungsschlepper folgten. Darüber hinaus entstanden Forschungsschiffe, Flüssiggastanker und Colliers. Am 1. Juli 1977 wurde Robb Caledon im Zuge der Durchführung des Aircraft and Shipbuilding Industries Act 1977 in die staatliche British Shipbuilders Corporation eingegliedert.

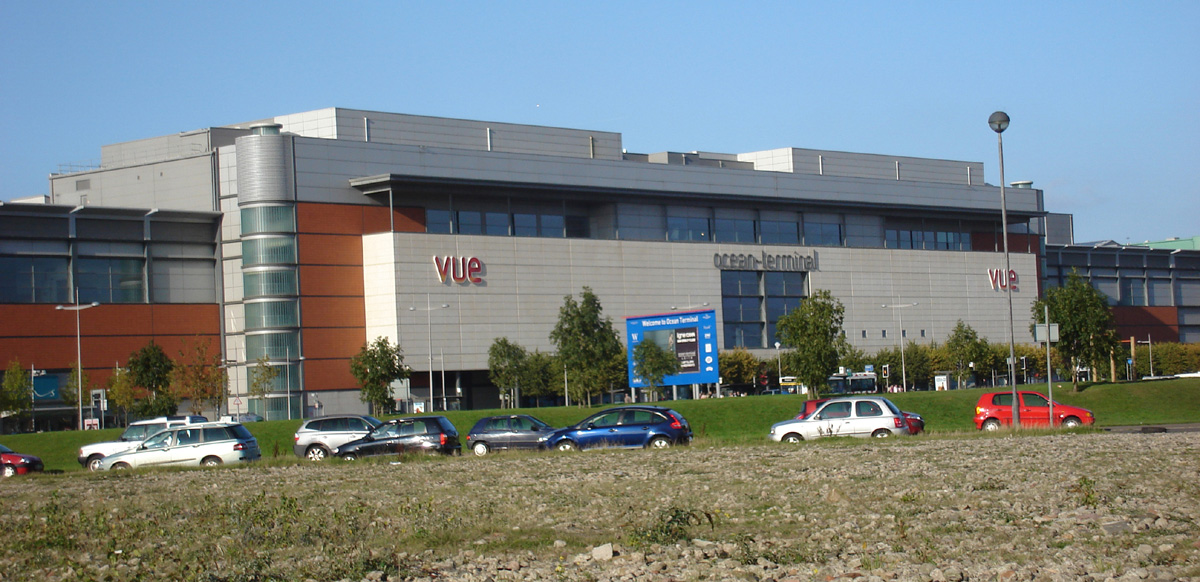
Das Ocean Terminal Einkaufszentrum

Der Schiffbaubetrieb in Leith lief zunächst noch wie gewohnt weiter, während der Betrieb in Dundee schon 1981 infolge des Auftragsmangels geschlossen wurde. Es entstanden eine RoPax-Fähre, ein Bagger, zwei Kranbargen, zwei Bohrinselversorger, ein Seezeichen und zwei weitere Fähren, von denen die zweite, St Helen, am 15. September 1983 als letztes Schiff der Werft zu Wasser gelassen wurde.
Da kein weiterer Auftrag mehr gewonnen werden konnte, schloss die Werft im Frühjahr 1984 und beendete damit die 600-jährige Schiffbautradition der Stadt Leith. Auf dem Areal der ehemaligen Robb's Werft befindet sich heute das Ocean Terminal Einkaufszentrum, an dem die ehemalige königliche Yacht Britannia ihren festen Liegeplatz hat.